# Saison 2010 de l'équipe cycliste Katusha
La saison 2010 de l'équipe cycliste Katusha est la deuxième de l'équipe. Elle commence en janvier sur le Tour de San Luis et se termine en octobre sur la Japan Cup.
En tant qu'équipe ProTour, elle participe au calendrier de l'UCI ProTour. L'équipe termine à la 5e place du classement mondial UCI.

## Préparation de la saison 2010

### Arrivées et départs
| Arrivées           | Équipe 2009                     |
| ------------------ | ------------------------------- |
| Marco Bandiera     | Lampre-NGC                      |
| Mikhaylo Khalilov  | Ceramica Flaminia-Bossini Docce |
| Kim Kirchen        | Columbia-HTC                    |
| Alexandr Kolobnev  | Saxo Bank                       |
| Timofey Kritskiy   | Katyusha Continental            |
| Artem Ovechkin     | Lokomotiv                       |
| Alexandr Pliuschin | AG2R La Mondiale                |
| Joaquim Rodríguez  | Caisse d'Épargne                |
| Egor Silin         |                                 |
| Eduard Vorganov    | Xacobeo Galicia                 |

| Départs               | Équipe 2010 |
| --------------------- | ----------- |
| Antonio Colom         | suspension  |
| Alexei Markov         |             |
| Guennadi Mikhailov    | retraite    |
| Christian Pfannberger | suspension  |
| Ivan Rovny            | RadioShack  |
| Alexander Serov       |             |
| Gert Steegmans        | RadioShack  |
| Ben Swift             | Sky         |

## Coureurs et encadrement technique

### Effectif
| Cycliste            | Date de naissance | Nationalité | Équipe 2009                     |
| ------------------- | ----------------- | ----------- | ------------------------------- |
| Marco Bandiera      | 12 juin 1984      | Italie      | Lampre-NGC                      |
| László Bodrogi      | 11 décembre 1976  | France      | Katusha                         |
| Alexandre Botcharov | 26 février 1975   | Russie      | Katusha                         |
| Pavel Brutt         | 29 janvier 1982   | Russie      | Katusha                         |
| Giampaolo Caruso    | 15 août 1980      | Italie      | Ceramica Flaminia-Bossini Docce |
| Nikita Eskov        | 23 janvier 1983   | Russie      | Katusha                         |
| Denis Galimzyanov   | 7 mars 1987       | Russie      | Katusha                         |
| Vladimir Gusev      | 4 juillet 1982    | Russie      | retour de suspension            |
| Joan Horrach        | 27 mars 1974      | Espagne     | Katusha                         |
| Mikhail Ignatiev    | 7 mai 1985        | Russie      | Katusha                         |
| Sergueï Ivanov      | 5 mars 1975       | Russie      | Katusha                         |
| Vladimir Karpets    | 20 septembre 1980 | Russie      | Katusha                         |
| Mikhaylo Khalilov   | 3 juillet 1975    | Ukraine     | Ceramica Flaminia-Bossini Docce |
| Kim Kirchen         | 3 juillet 1978    | Luxembourg  | Columbia-HTC                    |
| Sergueï Klimov      | 7 juillet 1980    | Russie      | Katusha                         |
| Alexandr Kolobnev   | 4 mai 1981        | Russie      | Saxo Bank                       |
| Timofey Kritskiy    | 24 janvier 1987   | Russie      | Katyusha Continental            |
| Luca Mazzanti       | 4 février 1974    | Italie      | Katusha                         |
| Robbie McEwen       | 24 juin 1972      | Australie   | Katusha                         |
| Danilo Napolitano   | 31 janvier 1981   | Italie      | Katusha                         |
| Artem Ovechkin      | 11 juillet 1986   | Russie      | Lokomotiv                       |
| Evgueni Petrov      | 25 mai 1978       | Russie      | Katusha                         |
| Alexandr Pliuschin  | 13 janvier 1987   | Moldavie    | AG2R La Mondiale                |
| Filippo Pozzato     | 10 septembre 1981 | Italie      | Katusha                         |
| Joaquim Rodríguez   | 12 mars 1979      | Espagne     | Caisse d'Épargne                |
| Egor Silin          | 25 juin 1988      | Russie      |                                 |
| Nikolay Trusov      | 2 juillet 1985    | Russie      | Katusha                         |
| Stijn Vandenbergh   | 25 avril 1984     | Belgique    | Katusha                         |
| Maxime Vantomme     | 8 mars 1986       | Belgique    | Katusha                         |
| Eduard Vorganov     | 7 décembre 1982   | Russie      | Xacobeo Galicia                 |
| Stagiaire           | Date de naissance | Nationalité | Équipe 2010                     |
| Mikhail Antonov     | 4 janvier 1986    | Russie      | Itera-Katusha                   |
| Alexander Mironov   | 21 janvier 1984   | Russie      | Itera-Katusha                   |
| Alexander Porsev    | 21 février 1986   | Russie      | Itera-Katusha                   |

## Bilan de la saison

### Victoires
| Date       | Course                                    | Pays     | Classe | Vainqueur                           |
| ---------- | ----------------------------------------- | -------- | ------ | ----------------------------------- |
| 07/02/2010 | Trofeo Palma de Mallorca                  | Espagne  | 1.1    | Robbie McEwen                       |
| 15/03/2010 | 6e étape de Tirreno-Adriatico             | Italie   | HIS    | Mikhail Ignatiev                    |
| 28/03/2010 | Classement général du Tour de Catalogne   | Espagne  | PT     | Joaquim Rodríguez                   |
| 03/04/2010 | Grand Prix Miguel Indurain                | Espagne  | 1.HC   | Joaquim Rodríguez                   |
| 09/04/2010 | 5e étape du Tour du Pays basque           | Espagne  | PT     | Joaquim Rodríguez                   |
| 06/05/2010 | 2e étape des Quatre Jours de Dunkerque    | France   | 2.HC   | Danilo Napolitano                   |
| 19/05/2010 | 11e étape du Tour d'Italie                | Italie   | HIS    | Evgueni Petrov                      |
| 20/05/2010 | 12e étape du Tour d'Italie                | Italie   | HIS    | Filippo Pozzato                     |
| 23/06/2010 | Championnat de Moldavie sur route         | Moldavie | CN     | Alexandr Pliuschin                  |
| 25/06/2010 | Championnat de Russie du contre-la-montre | Russie   | CN     | Vladimir Gusev                      |
| 27/06/2010 | Championnat de Russie sur route           | Russie   | CN     | Alexandr Kolobnev                   |
| 16/07/2010 | 12e étape du Tour de France               | France   | HIS    | Joaquim Rodríguez                   |
| 24/07/2010 | 1re étape du Tour de Wallonie             | Belgique | 2.HC   | Danilo Napolitano                   |
| 06/08/2010 | 3e étape du Tour de Burgos                | Espagne  | 2.HC   | Katusha                             |
| 18/08/2010 | 1re étape de l'Eneco Tour                 | Pays-Bas | PT     | Robbie McEwen                       |
| 19/08/2010 | 3e étape du Tour du Limousin              | France   | 2.1    | Alexandre Botcharov                 |
| 11/09/2010 | 14e étape du Tour d'Espagne               | Espagne  | HIS    | Joaquim Rodríguez                   |
| 19/09/2010 | Duo normand                               | France   | 1.2    | Alexandr Pliuschin - Artem Ovechkin |

### Résultats sur les courses majeures
Les tableaux suivants représentent les résultats de l'équipe dans les principales courses du calendrier international (les cinq classiques majeures et les trois grands tours). Pour chaque épreuve est indiqué le meilleur coureur de l'équipe, son classement ainsi que les accessits glanés par Katusha sur les courses de trois semaines.

#### Classiques
| Classique            | Milan-San Remo        | Tour des Flandres       | Paris-Roubaix        | Liège-Bastogne-Liège   | Tour de Lombardie     |
| -------------------- | --------------------- | ----------------------- | -------------------- | ---------------------- | --------------------- |
| Coureur (classement) | Filippo Pozzato (29e) | Stijn Vandenbergh (12e) | Filippo Pozzato (7e) | Alexandr Kolobnev (2e) | Giampaolo Caruso (9e) |

#### Grands tours
| Grand tour           | Tour d'Italie                                            | Tour de France                         | Tour d'Espagne                                                   |
| -------------------- | -------------------------------------------------------- | -------------------------------------- | ---------------------------------------------------------------- |
| Coureur (classement) | Vladimir Karpets (14e)                                   | Joaquim Rodríguez (7e)                 | Joaquim Rodríguez (3e)                                           |
| Accessits            | 2 victoires d'étapes (Evgueni Petrov et Filippo Pozzato) | 1 victoire d'étape (Joaquim Rodríguez) | 1 victoire d'étape (Joaquim Rodríguez) et classement par équipes |

### Classement UCI
L'équipe Katusha termine à la quatrième place du Calendrier mondial avec 910 points. Ce total est obtenu par l'addition des points des cinq meilleurs coureurs de l'équipe au classement individuel que sont Joaquim Rodríguez, 1er avec 561 points, Robbie McEwen, 51e avec 105 points, Vladimir Karpets, 54e avec 102 points, Alexandr Kolobnev, 62e avec 82 points, et Filippo Pozzato, 80e avec 60 points,.
| Rang | Coureur             | Points |
| ---- | ------------------- | ------ |
| 1    | Joaquim Rodríguez   | 561    |
| 51   | Robbie McEwen       | 105    |
| 54   | Vladimir Karpets    | 102    |
| 62   | Alexandr Kolobnev   | 82     |
| 80   | Filippo Pozzato     | 60     |
| 112  | Eduard Vorganov     | 30     |
| 131  | Evgueni Petrov      | 18     |
| 156  | Alexandre Botcharov | 11     |
| 170  | Giampaolo Caruso    | 8      |
| 172  | Vladimir Gusev      | 8      |
| 195  | Mikhail Ignatiev    | 6      |
| 244  | Egor Silin          | 2      |
| 246  | Denis Galimzyanov   | 2      |